# Toshikatsu Matsuoka
Toshikatsu Matsuoka (松岡 利勝 Matsuoka Toshikatsu?,  25 de febrero de 1945 - 28 de mayo de 2007) fue un político japonés. Trabajó en el Ministerio de Agricultura y Pesca de Japón desde el 26 de septiembre de 2006 bajo el primer mandato de Shinzō Abe. Se suicidó en 2007 en el medio de un escándalo financiero.

## Biografía
Nació en la Prefectura de Kumamoto, Kyūshū. Su familia tenía una granja. Luego de graduarse de la secundaria en la Ciudad de Kumamoto, ingresó a la Universidad de Tottori en la Prefectura de Tottori y estudió ciencias de la agricultura. Se graduó en 1969 e ingresó en el Ministerio de Agricultura y Pesca de su país.
En 1990 renunció como vocero de la Agencia de Ciencia Forestal y volvió a Kumamoto para postularse en las elecciones parlamentarias. Ganó estas elecciones y luego ingresó al Partido Liberal Democrático (PLD).

## Carrera política
Matsuoka era miembro del partido bajo el mandato de Shizuka Kamei del partido. Kamei era un fuerte oponente a la privatización del servicio postal propuesta por el primer ministro Junichiro Koizumi, y Kamei y la mayoría de sus partidarios renunciaron del PLD en 2005. Matsuoka se quedó con Koizumi, y luego de la elección general fue nombrado como miembro especial del comité para la privatización del servicio postal.
En 2006, el nuevo primer ministro Shinzō Abe nombró a Matsuoka como Ministro de Agricultura y Pesca. Trabajó en algunos aspectos políticos como el tratado de libre comercio con Australia y con el problema de la encefalopatía espongiforme bovina con los Estados Unidos. Matsuoka recibió mucha atención cuando anunció que haría certificaciones para los restaurantes de comida japonesa fuera de Japón. Él tomó esta idea del sistema similar que adoptó Italia en este tema y esperaba que esto ayudara a distinguir a los restaurantes de comida pseudo-japonesa de los genuinos restaurantes de gastronomía nipona. Muchos medios extranjeros criticaron este sistema clasificándolo de inapropiado, llamando al sistema la 'policía del sushi'. Matsuoka dio marcha atrás con su plan, y lo propuso de manera más moderada.

## Investigación y muerte
Antes de su muerte, Matsuoka enfrentó denuncias de altos gastos en alquileres: había pedido más de 28 millones de yenes (236 600 dólares, 118 300 libras). Matsuoka había pedido perdón previamente por fallar en declarar donaciones políticas.
Reportó 5 millones de yenes (alrededor de 42 000 dólares) por gastos de representación. Este gasto fue ampliamente criticado por la prensa, ya que Matsuoka era miembro de un pequeño ministerio. Sin embargo, Matsuoka dijo que este gasto había sido para purificar agua ya que rara vez la gente tomaba agua corriente. El 28 de mayo de 2007, horas antes de prestar declaración frente a la Dieta (parlamento), se suicidó ahorcándose en su apartamento de Tokio y murió en el hospital de la Universidad de Keiō, en Tokio. Norihiko Akagi fue nombrado su sucesor el 1 de junio luego de la estadía provisional en el ministerio de Masatoshi Wakabayashi.
El viceministro de Matsuoka, Taku Yamamoto, dijo el 20 de junio que Matsuoka había gastado dinero en una geisha. La prensa japonesa reportó esto, pero al día siguiente Yamamoto se retractó de sus dichos diciendo que había sido solo una broma.